# 長津川 (千葉県)
長津川（ながつがわ）は、千葉県船橋市を流れる海老川水系の二級河川である。

## 地理
船橋市上山町付近に源を発し、貝塚川を合わせると東武野田線を潜る。流域は旭町に長津川親水公園（長津川緑地）が整備されているが、それ以外はほぼ住宅地である。夏見西部で上長津川を合わせ、千葉県道288号夏見小室線を潜ると南東へ向きを変え、本町付近で海老川に流入する。
1982年（昭和57年）12月28日に千葉県立船橋啓明高等学校付近より下流の2,990mが二級河川指定を受けた。1990年（平成2年）6月28日には海老川とともに、建設省の「ふるさとの川モデル河川」整備計画に認定されている。

## 治水
1984年（昭和59年）夏に豪雨で洪水被害を受け、それ以降東武野田線以南で1994年（平成6年）まで、海老川と並行する形で河川改修を行った。長津川親水公園内には豪雨対策として長津川調節池が設けられ、周囲にはソメイヨシノが植えられている。また親水公園以北では長津川分水路が、以南では両岸に遊歩道が整備された。
流域の下水が整備されると排水量が少なくなったため、花見川処理場の処理水を船橋啓明高校付近よりポンプで流すようになった。

## 支流
- 上長津川
- 向田川
- 貝塚川　準用河川
  - 塚田川
- 銅谷川